# Bell (Oklahoma)
Bell és una concentració de població designada pel cens dels Estats Units a l'estat d'Oklahoma. Segons el cens del 2000 tenia 602 habitants.

## Demografia
Segons el cens del 2000, Bell tenia 602 habitants, 181 habitatges, i 152 famílies. La densitat de població era de 10,5 habitants per km².
Dels 181 habitatges en un 38,1% hi vivien nens de menys de 18 anys, en un 63,5% hi vivien parelles casades, en un 13,8% dones solteres, i en un 15,5% no eren unitats familiars. En el 13,8% dels habitatges hi vivien persones soles el 7,2% de les quals corresponia a persones de 65 anys o més que vivien soles. El nombre mitjà de persones vivint en cada habitatge era de 3,33 i el nombre mitjà de persones que vivien en cada família era de 3,69.
Per edats la població es repartia de la següent manera: un 31,6% tenia menys de 18 anys, un 11,8% entre 18 i 24, un 26,9% entre 25 i 44, un 18,6% de 45 a 60 i un 11,1% 65 anys o més.
L'edat mediana era de 30 anys. Per cada 100 dones de 18 o més anys hi havia 103 homes.
La renda mediana per habitatge era de 20.000 $ i la renda mediana per família de 23.482 $. Els homes tenien una renda mediana de 20.450 $ mentre que les dones 14.750 $. La renda per capita de la població era de 8.753 $. Entorn del 30,5% de les famílies i el 35,1% de la població estaven per davall del llindar de pobresa.

## Poblacions properes
El següent diagrama mostra les poblacions més properes.